# A Serious Man
A Serious Man è un film del 2009 scritto, diretto e prodotto dai fratelli Coen. Il film è preceduto da un racconto yiddish scritto dai registi, che hanno deciso di inserire come introduzione al mondo ebraico.

## Trama
XIX secolo, Europa orientale. Un uomo ebreo dice a sua moglie di aver invitato a mangiare nel loro shtetl Reb Groshkover, poiché l'ha aiutato mentre tornava a casa. La moglie, però, afferma che Groshkover è morto e che l'uomo che ha invitato deve essere un dibbuk, uno spirito maligno, infatti all'arrivo di Groshkover la donna affonda un rompighiaccio nel petto di quest'ultimo, che, sanguinante, esce dalla casa nella notte nevosa.
1967, St. Louis Park, Minnesota. Larry Gopnik è un professore di fisica. Judith, sua moglie, gli chiede un ghet, un documento di divorzio, per poter, così, sposare il vedovo Sy Ableman, di cui si è innamorata. Il loro figlio, Danny, per della marijuana deve a un compagno di scuola ebreo venti dollari, nascosti in una radio a transistor che è stata confiscata dal suo insegnante. La loro figlia, Sarah, esce, evitando la scuola. Arthur, il fratello di Larry, è un senzatetto, che dorme sul divano di casa sua e che trascorre il suo tempo libero a riempire un taccuino con quella che lui chiama "mappa di probabilità dell'universo" o "mentacolo".
Clive Park, uno studente sudcoreano preoccupato di perdere la borsa di studio, parla con Larry nel suo ufficio chiedendogli di non bocciarlo, lasciando una busta piena di denaro. Quando Larry tenta di restituirla, il padre di Clive minaccia di citarlo in giudizio per diffamazione se accusasse il figlio di corruzione o se tenesse i soldi senza dargli un voto positivo. Larry deve affrontare un'imminente votazione sulla sua domanda di incarico e il suo capo dipartimento lo informa che lettere anonime hanno esortato il comitato a negarlo.
Larry e Arthur si trasferiscono in un motel vicino, su insistenza di Sy e Judith, che svuota i conti bancari della coppia, lasciando senza un soldo Larry, che si avvale dei servizi di un avvocato divorzista. Larry scopre anche che Arthur è accusato di adescamento e sodomia.
Larry si rivolge alla sua fede ebraica per consolazione. Consulta un giovane rabbino, che gli consiglia di cambiare la sua "prospettiva". In seguito Larry e Sy sono coinvolti in incidenti stradali separati e simultanei, da cui Larry ne esce illeso, mentre Sy muore. Larry consulta per conforto un rabbino più anziano, che gli racconta una parabola su un dentista che trova iscrizioni ebraiche sui denti di un paziente non ebreo. Larry cerca anche di contattare Marshak, il rabbino anziano della sinagoga, che risulta non disponibile. Su insistenza di Judith, Larry paga il funerale di Sy, venendo qui elogiato come "un uomo serio".
Larry va dalla sua vicina, Vivienne Samsky, che aveva visto prendere il sole nuda, con cui fuma della marijuana. In seguito ha un sogno in cui fa sesso con lei, ma ciò si trasforma in un incubo.
Arthur è scoraggiato per le accuse che gli vengono addebitate e Larry tenta di consolarlo. Larry poi ha un altro incubo in cui dà ad Arthur i soldi che Clive gli ha lasciato e lo spinge a raggiungere il Canada in barca, dopodiché i suoi vicini sparano ad Arthur al collo. Al suo Bar Mitzvah Danny è sotto l'influenza della marijuana, nel mentre Larry si sente orgoglioso, ricevendo delle scuse da Judith per tutti i recenti problemi e lo informa che Sy lo rispettava così tanto che ha persino scritto lettere alla commissione per il mandato. Così, Danny incontra Marshak, il quale cita solo "Somebody to Love" dei Jefferson Airplane dicendo al ragazzo di "fare il bravo ragazzo".
Il capo dipartimento di Larry si complimenta con lui per il Bar Mitzvah di Danny e gli lascia intendere che riceverà un incarico. Alla fine, Larry decide di cambiare il voto di Clive da F a C-, ricevendo subito dopo una chiamata dal suo medico, che gli chiede di vederlo immediatamente per i risultati di una radiografia al torace. Nel frattempo, l'insegnante di Danny tenta di aprire il rifugio di emergenza mentre un enorme tornado si avvicina alla scuola.

## Caratteristiche dell'opera
Il film è ricco di riferimenti biblici, a cominciare dal protagonista, le cui vicende riecheggiano evidentemente quelle di Giobbe, la cui fede è messa a dura prova. Dalla regia viene inoltre vistosamente ricercata un'insistenza sulle caratteristiche fisionomiche degli attori, pressoché tutti dotati di volti caricaturali, enfatizzati da frequenti primi piani, inquadrature sghembe o non completamente a fuoco.
Il film è caratterizzato da una nota sospesa tra il beffardo e il nichilismo dolente che a più riprese pare trarre ispirazione da Crimini e misfatti di Woody Allen: in entrambi il non senso morale della vita si accompagna a una rappresentazione beffarda delle figure del sapiente (nel film di Woody Allen il filosofo del senso della vita si suicida, qui il vecchissimo rabbino cita, quando dovrebbe fornire un solenne ammaestramento biblico, una canzone dei Jefferson Airplane, storpiandola). Come in Radio Days dello stesso Allen i fratelli Coen rappresentano in questo film la loro adolescenza, l'ambiente familiare, scolastico, religioso della comunità ebraica americana di Minneapolis dove sono nati e cresciuti.
Alcune inquadrature nel cortile del Motel Jolly Roger ricordano quelle analoghe in Non è un paese per vecchi, altro film dei fratelli Coen.

## Distribuzione
Dopo essere stato presentato al Toronto International Film Festival il 12 settembre 2009, il film è stato distribuito negli Stati Uniti il 2 ottobre. In Italia, il film è stato presentato fuori concorso al Festival Internazionale del Film di Roma 2009 e successivamente distribuito nelle sale da Medusa Film a partire dal 4 dicembre 2009.

## Colonna sonora
La colonna sonora del film è stata pubblicata il 3 novembre 2009 dall'etichetta Lakeshore Records.

### Tracce
1. A Marvel – Carter Burwell
2. Knock Knock – Carter Burwell
3. Green Lawns – Carter Burwell
4. Good Riddance/The Canal – Carter Burwell
5. Somebody to Love – Jefferson Airplane
6. Blue Skies – Carter Burwell
7. Rabbi Sting 1 – Carter Burwell
8. Thirst – Carter Burwell
9. Uncertainty – Carter Burwell
10. The Roof – Carter Burwell
11. Comin' Back to Me - Jefferson Airplane
12. Rabbi Sting 2 – Carter Burwell
13. Thinking – Carter Burwell
14. The Mentaculus – Carter Burwell
15. Machine Gun – Jimi Hendrix
16. Seriously – Carter Burwell
17. Canada – Carter Burwell
18. Today – Jefferson Airplane
19. Sanctum – Carter Burwell
20. A Serious Man – Carter Burwell
21. Dem Milner's Trern – Sidor Belarsky

## Riconoscimenti
- 2010 - Independent Spirit Awards
  - Miglior fotografia a Roger Deakins
  - Premio Robert Altman ai registi, ai responsabili del casting e all'intero cast del film
  - Nomination Miglior regista a Joel ed Ethan Coen
- 2009 - Satellite Award
  - Miglior attore in un film commedia o musicale a Michael Stuhlbarg
  - Nomination Miglior film commedia o musicale
  - Nomination Migliore sceneggiatura originale a Joel ed Ethan Coen
  - Nomination Migliore fotografia a Roger Deakins
- 2009 - National Board of Review Awards
  - Miglior sceneggiatura originale a Joel ed Ethan Coen
- 2009 - National Society of Film Critics
  - Miglior sceneggiatura a Joel ed Ethan Coen
- 2009 - Boston Society of Film Critics
  - Migliore sceneggiatura a Joel ed Ethan Coen
- 2009 - San Francisco Film Critics Circle
  - Migliore fotografia a Roger Deakins
- 2010 - Premio Oscar
  - Nomination Miglior film
  - Nomination Migliore sceneggiatura originale a Joel ed Ethan Coen

- 2010 - Golden Globe
  - Nomination Miglior attore in un film commedia o musicale a Michael Stuhlbarg
- 2010 - British Academy Film Awards
  - Nomination Migliore sceneggiatura originale a Joel ed Ethan Coen
- 2010 - Writers Guild of America Award
  - Nomination Migliore sceneggiatura originale a Joel ed Ethan Coen
- 2010 - American Cinema Editors
  - Nomination Miglior montaggio in un film commedia o musicale a Joel ed Ethan Coen
- 2009 - Chicago Film Critics Association
  - Nomination Miglior film
  - Nomination Miglior attore a Michael Stuhlbarg
  - Nomination Miglior regista a Joel ed Ethan Coen
  - Nomination Migliore sceneggiatura originale a Joel ed Ethan Coen
- 2010 - Critics' Choice Movie Award
  - Nomination Miglior film
  - Nomination Migliore sceneggiatura originale a Joel ed Ethan Coen
- 2010 - Empire Awards
  - Nomination Miglior commedia
- 2010 - David di Donatello
  - Nomination Miglior film straniero

## Curiosità
- Il prof. Gopnik, durante due lezioni alla lavagna, spiega, nelle prime fasi del film, il paradosso del gatto di Schrödinger e, nel finale, il principio di indeterminazione di Heisenberg.
- Durante la scena nella quale il prof. Gopnik sta facendo lezione ed ha un incubo con Sy che lo aggredisce, Gopnik scrive un radicale alla lavagna - ricorrendo ai valori di aspettazione di p - che è matematicamente nullo; nella inquadratura successiva l'espressione è corretta.
- Durante una delle assillanti chiamate del funzionario della Columbia Records, il protagonista Gopnik dice di non aver mai ordinato i due album Abraxas dei Santana e Cosmo's Factory dei Creedence Clearwater Revival, entrambi usciti tre anni più tardi, nel 1970.
- Al termine dei titoli di coda del film, appare la frase «No Jews were harmed in the making of this motion picture», rivisitazione del diffuso disclaimer «No animals were harmed...», marchio registrato della American Humane Association (AHA).[5]